# 滄州西駅
滄州西駅 (中国語:滄州西站、英語Cangzhou West Railway Station) は、中国の河北省滄州市滄県にある京滬高速鉄道の駅である。

## 所属路線
- 中国国鉄
  - 京滬高速鉄道：北京南駅より219km、上海虹橋駅まで1083km

## 駅構造
島式ホーム2面6線の駅である。真ん中に2本の通過線を持つ。

## 歴史
- 2011年6月30日 - 京滬高速鉄道が開業

## 隣の駅
中国国鉄
京滬高速鉄道
天津南駅 - 滄州西駅 - 徳州東駅